# Домбрувка-Надольна
Домбрувка-Надольна (пол. Dąbrówka Nadolna) — село в Польщі, у гміні Далікув Поддембицького повіту Лодзинського воєводства.
Населення — 112 осіб (2011).
У 1975-1998 роках село належало до Серадзького воєводства.

## Демографія
Демографічна структура станом на 31 березня 2011 року:
|          | Загалом | Допрацездатний вік | Працездатний вік | Постпрацездатний вік |
| -------- | ------- | ------------------ | ---------------- | -------------------- |
| Чоловіки | 58      | 10                 | 42               | 6                    |
| Жінки    | 54      | 8                  | 33               | 13                   |
| Разом    | 112     | 18                 | 75               | 19                   |